# Militärflugplatz Gilze-Rijen

i7
i11
i13
Der Vliegbasis Gilze-Rijen (IATA-Code: GLZ, ICAO-Code: EHGR) ist ein Militärflugplatz der niederländischen Koninklijke Luchtmacht (KLu). Die Basis liegt in der Provinz Nordbrabant auf dem Gebiet der Gemeinde Gilze en Rijen zwischen den beiden namensgebenden Ortsteilen. Sie dient den niederländischen Streitkräften heute insbesondere als Haupteinsatzplatz ihrer Transport- und Kampfhubschrauber. Diese nutzen daneben auch das Militair Luchtvaart Terrein Deelen.

## Geschichte
Der Militärflugplatz Gilze-Rijen ist einer der ältesten niederländischen Flugplätze. Der erste Flug fand hier 1910 statt und seit 1913 wird der Platz militärisch genutzt.
Während der deutschen Besetzung der Niederlande durch die deutsche Wehrmacht wurde die Basis zunächst von der Luftwaffe bombardiert und im weiteren Verlauf des Zweiten Weltkrieges von ihr ausgebaut und selbst als Fliegerhorst genutzt. Hier waren von September 1940 bis Ende März 1944 verschiedene Teile des Nachtjagdgeschwaders 2 (NJG 2) stationiert, die meiste Zeit davon in Gruppenstärke mit drei, zeitweilig vier Staffeln. Mehrmonatige Belegungen erfolgten in den Jahren 1940 bis 1942 auch von Gruppen des Kampfgeschwaders 30 (KG 30), insbesondere während der Luftschlacht um England. Später, in den Jahren 1942 bis 1944, waren es Teile des Kampfgeschwaders 2 (KG 2). Anfang 1944 lag hier, zur Durchführung des Unternehmens Steinbock, die III./Kampfgeschwader 2.

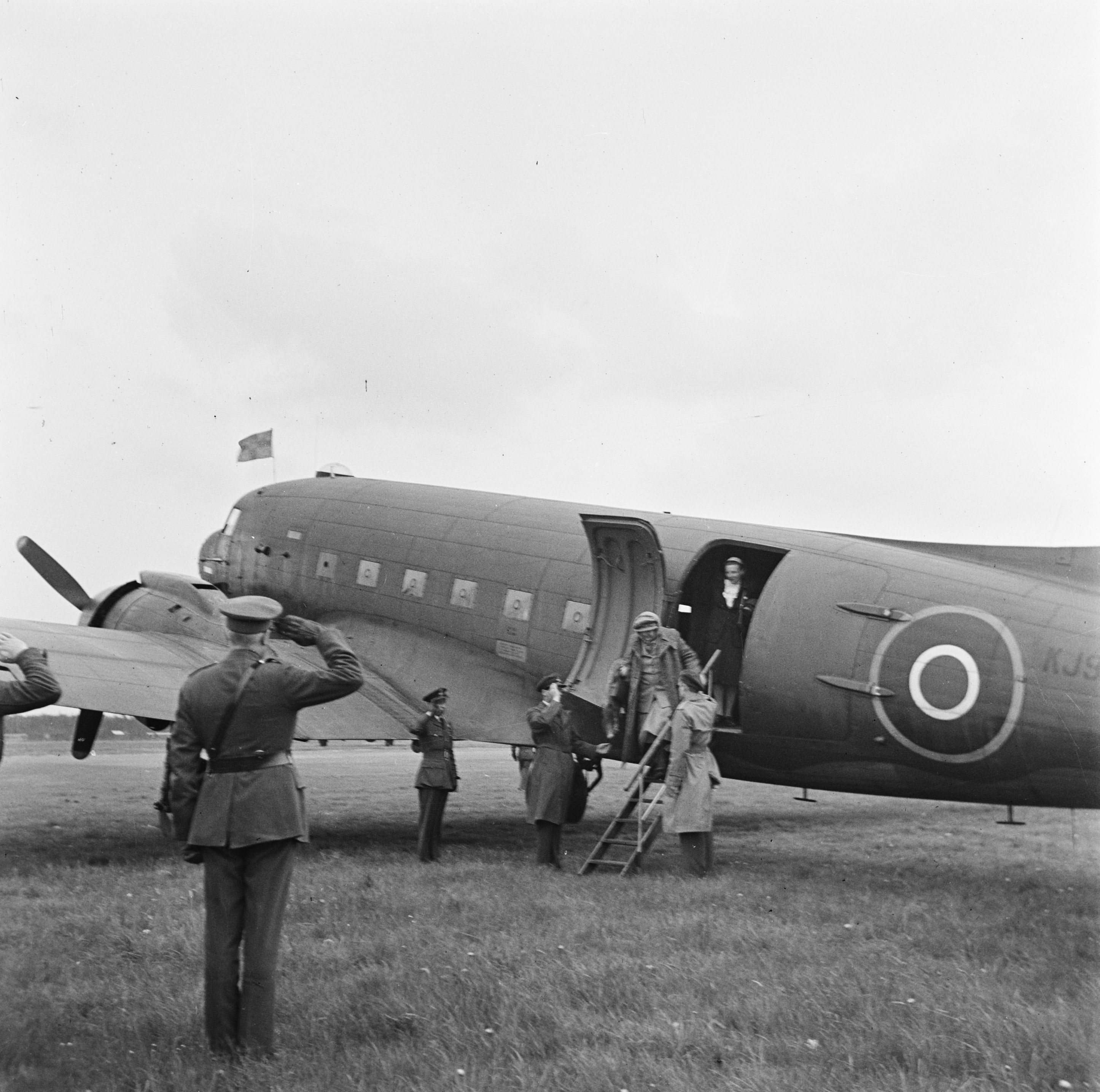
Besuch von Königin Wilhelmina, RAF Douglas DC-3 Dakota, 1945

Nach der alliierten Landung in der Normandie im Juni 1944 wurde der Platz wiederholt Ziel von Angriffen insbesondere der United States Army Air Forces. Nach Befreiung der südlichen Niederlande im September des Jahres wurde Airfield B-77, so der alliierte Codename Gilze-Rijens, ein Stützpunkt der britischen Royal Air Force (RAF). Eine Reihe verschiedener Tag- und Nachtjagdstaffeln der RAF nutzten Gilze-Rijen zwischen dem Herbst 1944 und dem Sommer 1945, darunter auch die erste Jetstaffel der RAF, die 616. Squadron, für einige Wochen im April 1945 mit ihren Meteor F1. Zuletzt lag hier zwischen April und November 1945 das mit anfangs zwei Staffeln B-25 Mitchell II/III ausgerüstete 137. Geschwader (137. Wing). Neben der 226. Squadron bestand es aus der französischen 342. (French) Squadron (Groupe de Bombardement 1/20 „Lorraine“), der letzten alliierten Staffel  in Gilze-Rijen.
Im Jahre 1946 nahm die Koninklijke Luchtmacht den Betrieb wieder auf und nutzte den Platz zur Pilotenschulung und Ausbildung von Fluglotsen. Mit einer fünfjährigen Unterbrechung ab 1962, in der der Flugplatz lediglich als Ausweichplatz für Bomber diente, dauerte die Nutzung als Schulbasis bis 1971.
Zwischen 1971 und 1995 wurde Gilze-Rijen Heimatstützpunkt der 314. Squadron, die zunächst die CF-5A/NF-5B und später die F-16A/B flog. Hierzu wurde der Flugplatz erneut ausgebaut, unter anderem wurden 30 Hardened Aircraft Shelter errichtet.
Nach einer weiteren Umorganisation der Luftstreitkräfte nach dem Ende des Kalten Krieges wurde die Vliegbasis Gilze-Rijen Einsatzbasis von Hubschraubern. Die Alouette III der 300. Squadron flogen zwischen 1995 und ihrer Außerdienststellung 2015 von Gilze-Rijen.
Seit Ende 2014 werden hier zwecks Ermittlung ihrer Absturzursache Reste der Boeing 777 von Malaysia-Airlines-Flug 17 wieder zusammengesetzt.

## Heutige Nutzung
Die Basis wird zurzeit (2024) von folgenden fliegenden Staffeln genutzt:
- 298. Squadron, ausgerüstet mit Transporthubschraubern Boeing CH-47D/F Chinook (seit 2009, Umrüstung zur und Zulauf der F-Baureihe 2020/2021[1])
- 300. Squadron (seit 2024 300 Special Operations Squadron), ausgerüstet mit Transporthubschraubern Eurocopter AS532 Cougar (seit 2009)[2]
- 301. Squadron, ausgerüstet mit Kampfhubschraubern Boeing AH-64D Apache (seit 1998, Umrüstung auf die AH-64F seit 2024)[3]

Hinzu kommen weitere nichtfliegende Verbände.